# Corsi (famiglia)
La famiglia Corsi era una delle principali famiglie nobiliari di Firenze.

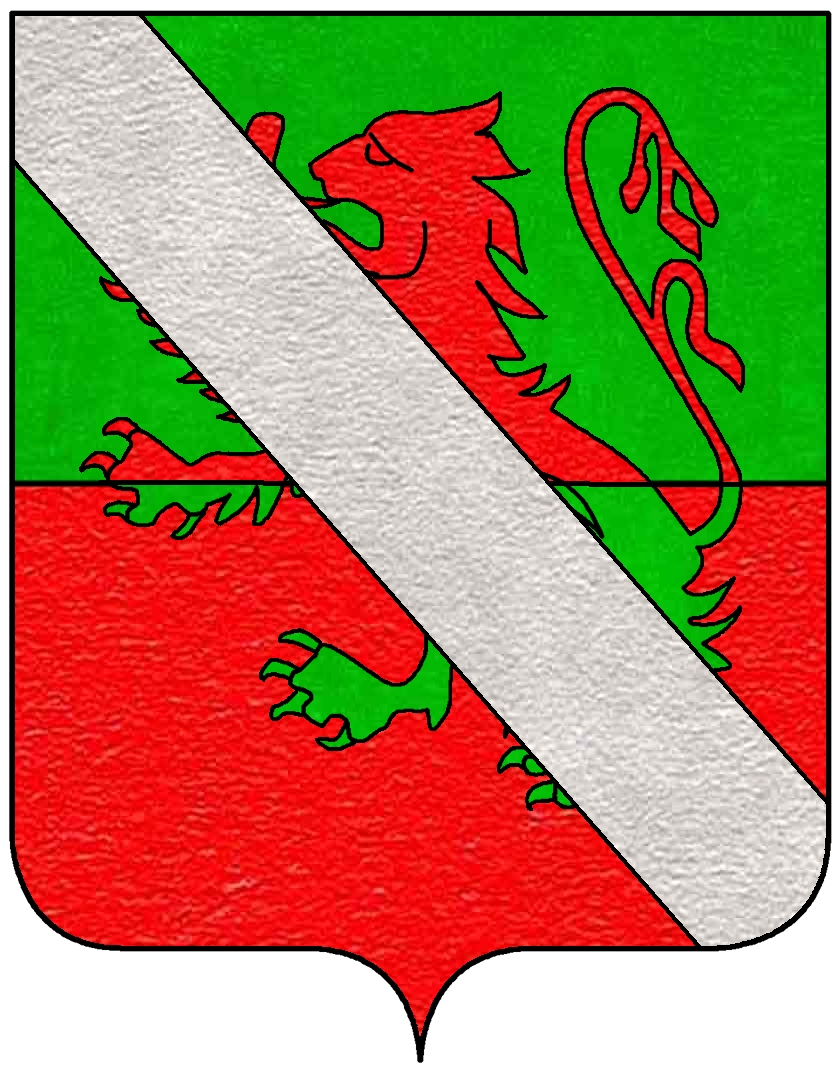
Stemma Corsi

## Storia familiare
Si stabilirono in città nel medioevo e presero parte all'Arte dei Fornai, una delle Arti Minori, arricchendosi gradualmente e arrivando ad acquistare numerose proprietà, prima in corso Tintori, e poi nella futura via dei Tornabuoni. Ebbero 28 priori di libertà e 9 Gonfalonieri di Giustizia nella Repubblica fiorentina. Fondamentale per la loro ricchezza fu il trasferimento a Napoli, dove acquisirono grandi ricchezze e il titolo nobiliare di marchesi.
Tornati a Firenze, alla fine del Cinquecento Bardo Corsi acquistò il palazzo Tornabuoni, che, grazie all'attività del marchese Jacopo Corsi, divenne sede dell'Accademia fiorentina, legata alla camerata dei Bardi, e proprio qui, nel 1594, venne rappresentato il primo melodramma, La favola di Dafne, su libretto di Ottavio Rinuccini. Tra gli artisti del circolo musicale del Corsi ci furono Torquato Tasso, Claudio Monteverdi e Giambattista Marino.
Nel 1502, sempre Jacopo, acquistò la villa Guicciardini Corsi Salviati a Sesto Fiorentino, una delle ville suburbane di Firenze più splendide. Una parte della famiglia si legò infatti ai Salviati, assumendo il doppio cognome, al quale si aggiunse poi anche quello dei Guicciardini.
Nel periodo granducale ebbero ottimi rapporti coi Medici e vi furono vari senatori in famiglia. Un ramo si trasferì in abruzzo nel XVIII secolo, ove ottenne dal sovrano delle due sicilie i titoli di baroni di Turri e Moggio. Oggi la casata è attualmente costituita da tre rami, quello primo genito attualmente fiorente negli Stati Uniti d’America, rappresentato da: 
1) † George Joseph; e i rami cadetti di Raimondo, fiorente a Milano, Antonio e Stefano Corsi, entrambi fiorenti a Roma.
La famiglia è imparentata coi Colonna Paliano, Hohenlohe-Bartenstein, Asburgo Lorena, de Sangro-Fondi, Cenci Bolognetti di Vicovaro, Malvezi Campezzi, Barberini, Orsini, Imperiali di Francavilla, e Gallelli di Badolato.

## Possedimenti dei Corsi

### Firenze
- Palazzo Corsi-Horne in via de' Benci 6
- Palazzo del Circolo dell'Unione in via de' Tornabuoni 7
- Palazzo Corsi-Tornabuoni in via de' Tornabuoni 16
- Palazzo Corsi-Albizi in via dell'Oriuolo
- Giardino Corsi Annalena in via Romana
- Palazzo Guicciardini Corsi Salviati in via Ghibellina
- Villa Finaly in via Bolognese

### Sesto Fiorentino
- Villa Guicciardini Corsi Salviati

### Anghiari
- Palazzo Corsi